# 나가모리정
나가모리정(永盛町)은 후쿠시마현 아사카군에 일찍이 존재했던 정이다.

## 지리
- 현재의 고리야마시 남부에 위치한다.
- 구 나가모리정은 아부쿠마강 서쪽 기슭에 위치해 있다.

## 역사
- 1889년 4월 1일 - 정촌제 시행에 의해 3촌이 합병해 아사카군 나가모리촌이 성립하였다.
- 1943년 10월 1일 - 나가모리촌이 정으로 승격해 나가모리정이 되었다.
- 1954년 12월 10일 - 나가모리정은 도요다촌과 합병해 아사카정이 성립하여, 동일 나가모리정이 폐지되었다.

## 인구
- 1889년 1,946
- 1920년 2,569
- 1935년 3,431

## 교통

### 철도
- 일본국유철도 (→ 동일본 여객철도)
  - 도호쿠 본선

### 도로
- 1급 국도
  - 국도 4호선
- 2급 국도
  - 국도 115호선 (→ 국도 49호선)

## 참고문헌
- 角川日本地名大辞典編纂委員会『角川日本地名大辞典 7 福島県』、角川書店、1981年 ISBN 4040010701
- 日本加除出版株式会社編集部『全国市町村名変遷総覧』、日本加除出版、2006年 ISBN 4817813180